# MQ-8 Fire Scout

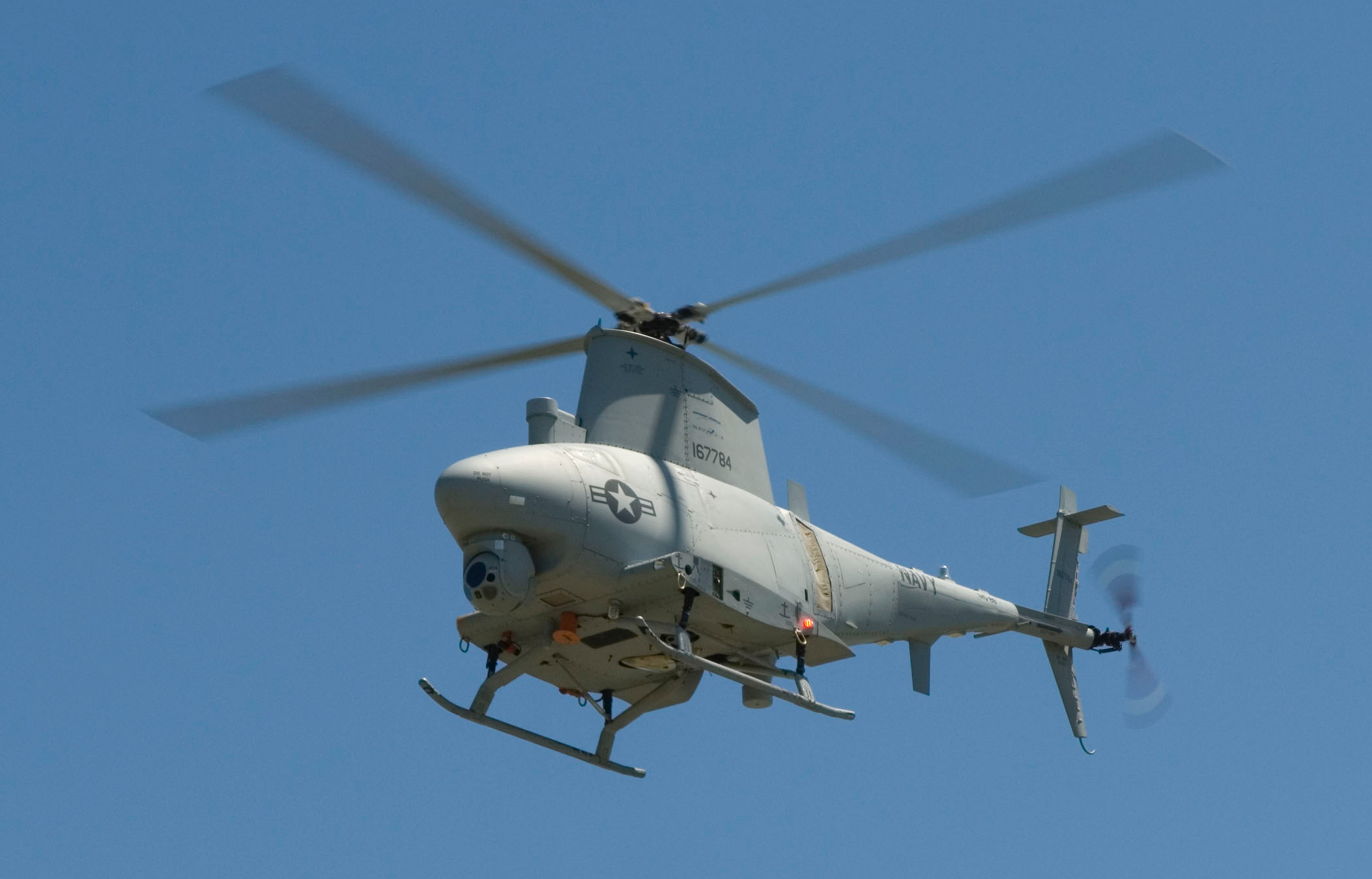
Northrop Grumman MQ-8

MQ-8 Fire Scout (укр. «Файр Ска́ут») — багатоцільовий військовий безпілотний гелікоптер (дрон) Збройних сил США, виготовлений корпорацією Northrop Grumman на базі цивільного гелікоптера Schweizer S-333.

## Історія
У серпні 2003 була розроблена безпілотна модифікація die RQ-8B, яка була розвинена корпорацією Northrop Grumman, після чого вона зацікавила ВМС США. Дрон обладнується сканерами — електро-оптичними та інфрачервоними, лазерним далекоміром, що дозволяє знаходити, ідентифікувати об'єкти, визначати їхню важливість. Він може діяти в радіусі 110 миль від бази. У версії розвідника на дрони можуть встановлювати ракети протитанкові AGM-114 Hellfire, зенітні AGM-176 Griffin, класу повітря-земля Hydra 70.
На квітень 2014 на озброєнні армії США перебувало 28 MQ-8 і отримання 5 ще очікується.

### Модифікації
- RQ-8A — на основі Schweizer 330 з трилопатевим гвинтом
- MQ-8B — на основі Schweizer 333 з чотирьохлопатевим гвинтом (2003–2006).
- MQ-8C Fire-X — на основі Bell 407 (червень 2013, перший політ 31 жовтня 2013)

## Технічні характеристики MQ-8B
- Довжина — 6,98 м
- Висота — 2,87 м

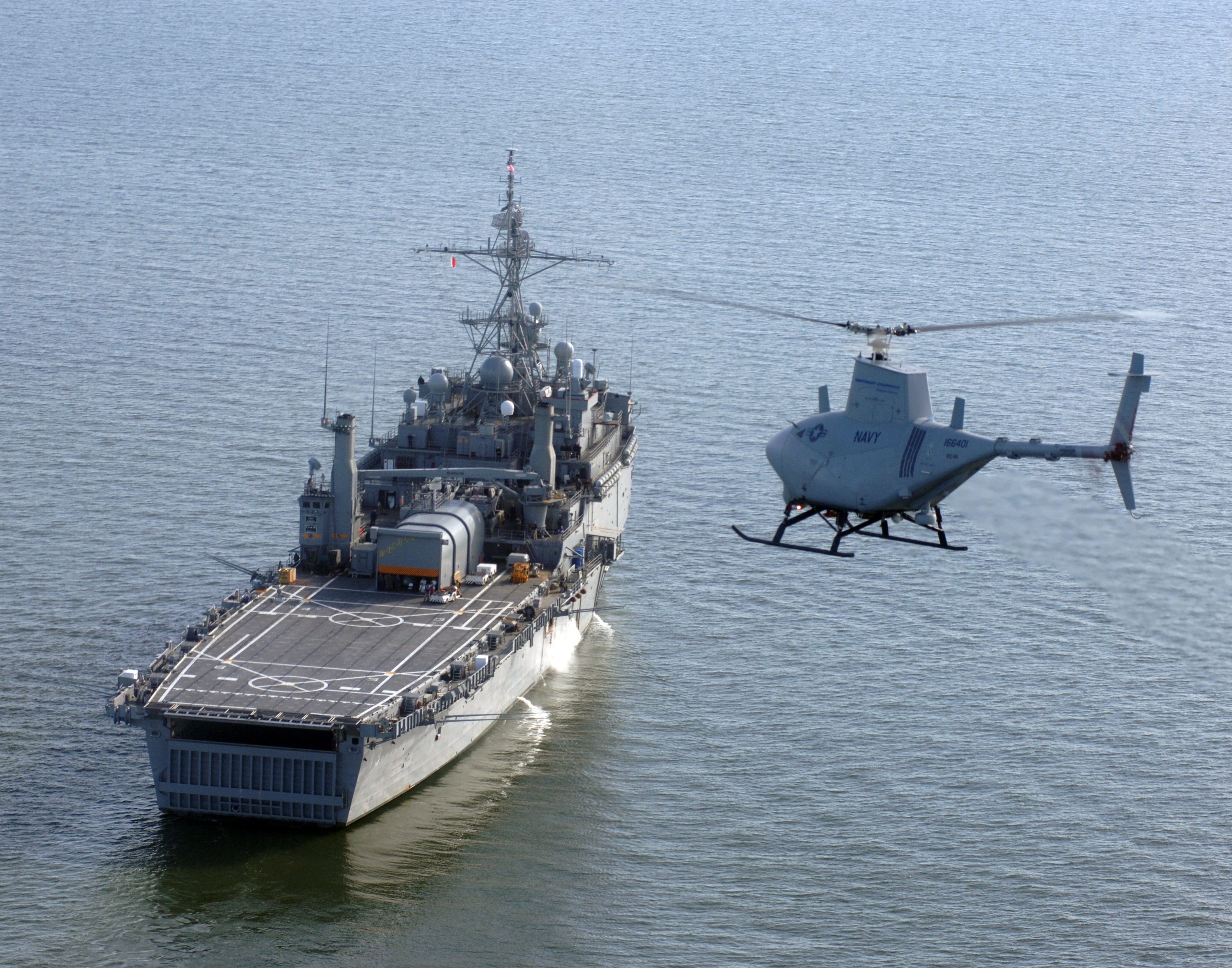
MQ-8 підлітає до своєї бази USS Nashville LPD-13

- Діаметр несучого гвинта — 8,38 м.
- Політна вага — 1157 кг.
- Запас палива — 360 кг
- Корисне навантаження — 270 кг
- Максимальна швидкість — 205 км/год
- Практична стеля — 6096 м
- Дальність практична — 177 км.
- Тривалість польоту — 6 годин
- Мотор — Rolls-Royce 250-C20W[3]